# Capital de Francia
La. capital de Francia  es París. Sin embargo, esto no ha sido siempre así y en el curso de la historia, muchas ciudades se han convertido en capital temporal de Francia.

## Resumen
Friso cronológico de las diferentes capitales de Francia:
| Soissons Paris Troyes Tours Versailles Brazzaville, Londres, Alger Vichy |

| Periodo                      | Ciudad                                             | Comentario |
| ---------------------------- | -------------------------------------------------- | --- |
| antes de 431                 | Dispargum                                          | Capital semilegendaria de los francos salios antes de su instalación en el Imperio Romano. Algunos autores la asocian a Duisburg en Bélgica o Duisbourg en Alemania, pero estas localizaciones son conjeturales. |
| ca. 431 - 508                | Tournai                                            | Primera capital conocida de los francos salios de Clodion. Este último conquista la ciudad aprovechando la debilidad de la defensa romana. Esta conquista se ratifica ca. 448 por el general Aecio a cambio del estatus de pueblo federado aceptado por los francos. |
| 486–508                      | Soissons                                           | Soissons es de facto la capital de los francos salios después de la batalla de Soissons en 486 y de la conquista de las últimas posesiones galo-romanas por Clodoveo I. |
| 508–768                      | Paris                                              | En 508, Clodoveo I hizo de París su capital. Residió probablemente en el palacio de Thermes acondicionado en los antiguos baños públicos romanos. Murió en 511. A partir de entonces, y a pesar de las divisiones frecuentes del dominio merovingio, París siguió siendo considerado la sede del reino aunque el rey no residió allí forzosamente. |
| 511                          | Orléans, Paris, Reims y Soissons                   | A la muerte de Clodoveo I su reino se dividió entre sus cuatro hijos: Teodorico I en Reims, Clodomiro en Orléans, Childeberto I en París y Clotario I en Soissons. |
| 511–558                      | Orléans, Metz, Paris y Soissons                    | Teodorico I transfiere su capital de Reims a Metz, mejor situada. |
| 558–561                      | probablemente Soissons                             | El Reino se unifica de nuevo por Clotario I, ya rey de Soissons desde 511. Murió allí en 511 561. |
| 561–613                      | Orléans, Paris, Reims y Soissons                   | A la muerte de Clotario I su reino se dividió entre sus cuatro hijos: Cariberto I en París, Gontrán I en Orléans, Sigeberto I en Reims y Chilperico I en Soissons. |
| 613–629                      | Paris                                              | Clotario II, único rey de los francos desde 613, fijó su residencia principal en París. |
| 629–639                      | diversas en la región parisina, en especial Clichy | El rey Dagoberto I reinó sobre todo el conjunto del reino franco durante diez años. Su corte itinerante se desplaza en la región parisina y en particular en el dominio de Clichy (llamado Clippiacum en ese momento). |
| 639–673                      | Clichy y Metz                                      | A la muerte de Dagoberto I su reino fue dividido entre sus dos hijos: Sigeberto III en Metz y Clovis II en Clichy. |
| 673–675                      | vers Paris                                         | En 673 el reino fue de nuevo unificado por Childerico II. |
| 675–ca. 795                  | diversas                                           | Chalon, Orléans, Metz, Paris y Soissons... |
| ca. 795–843                  | Aix-la-Chapelle                                    | En los años 790, Carlomagno decidió fijar el gobierno del reino (y luego, a partir de 800, del Imperio carolingio) en Aix-la-Chapelle (Aquisgrán). La ciudad está muy bien situada en el cruce de las rutas comerciales así como en Austrasia, la cuna de su familia. Allí construyó su Palais d'Aix-la-Chapelle. |
| ca. 900–1419                 | Paris                                              | Residencia de los reyes de Francia. |
| 1419–1425                    | Troyes                                             | Durante un corto periodo en la guerra de los Cien Años, la ciudad fue la sede del gobierno real. |
| 1425–1588                    | Paris                                              | |
| 1588–1594                    | Tours                                              | Después de la jornada de las barricadas (1588), el rey Enrique III fue expulsado de París por los Liga católica, hizo de Tours su capital. Una parte de los parlamentarios parisinos lo siguió al exilio y se mantuvo en Tours durante la ocupación de París. En 1589, la ciudad sirvió como base de retaguardia mientras Enrique III y su sucesor Enrique IV sitiaban París. La reina Luisa de Lorena y el consejo real, presidido por el cardenal de Vendome, se mantuvieron en Tours. |
| 1594–1661                    | Paris                                              | |
| 1661–1682                    | Paris                                              | París es la capital oficial, pero Luis XIV dispuso que Versalles sería el centro político. |
| 1682–1715                    | Versalles                                          | En 1682, Luis XIV hizo de Versalles su residencia. |
| 1715–1722                    | Paris                                              | |
| 1722–1789                    | Versalles                                          | El 5 y 6 de octubre de 1789, una turba llegó desde París invadiendo el castillo y obligó a la familia real a volver a París. La Asamblea Nacional Constituyente siguió al rey a París poco después y Versalles perdió su papel de capital. |
| 1789–1871                    | Paris                                              | |
| 1871–1879                    | Versalles                                          | La Tercera República hizo de Versalles la sede de su gobierno en marzo de 1871 después de la Comuna de París tomase el control de Paris. |
| 1879–1914                    | Paris                                              | |
| Septiembre de 1914           | Burdeos                                            | El gobierno francés se trasladó de París a Burdeos durante un corto tiempo durante la Primera Guerra Mundial, por miedo a que París cayese rápidamente en manos alemanas. Estos temores desaparecieron después de que el ejército alemán fuese rechazado en la Primera Batalla del Marne. |
| 1914–1940                    | Paris                                              | |
| 10–13 de junio de 1940       | Tours                                              | Tours sirvió como capital temporal de Francia durante la Segunda Guerra Mundial después de que el gobierno hubiese huido de París debido a causa del avance alemán. |
| 14 juin – 1 de julio de 1940 | Burdeos                                            | El gobierno francés se trasladó de París a Tours y después a Burdeos durante un corto periodo durante la Segunda Guerra Mundial, cuando quedó claro que París no tardaría en caer en manos alemanas. |
| 1940–1944                    | Vichy                                              | París siguió siendo la capital oficial de Francia, pero, a causa de la ocupación alemana, el gobierno del Régimen de Vichy se trasladó a Vichy. |
| Desde 1944                   | Paris                                              | Con la liberación de París en 1944, Charles de Gaulle estableció el Gobierno provisional de la República Francesa, restaurando Paris en tanto capital de Francia. |

## Cronología detallada

### Primera Guerra Mundial
Durante la Primera Guerra Mundial, tras la derrota de Charleroi en septiembre de 1914, París estaba nuevamente amenazada por el avance de los ejércitos alemanes. El Gobierno francés (presidido por René Viviani) se replegó hacia Burdeos. La capital girondina fue entonces llamada acertadamente la «capitale tragique», siendo por segunda vez «capitale de guerre» de Francia.